# Kanapeeksi
Kanapeeksi – wieś w Estonii, w prowincji Hiuma, w gminie Kõrgessaare.
W 2012 roku wieś liczyła 7 mieszkańców; w październiku 2010 i w grudniu 2009 – 8.